# Allophylus macrocarpus
Allophylus macrocarpus är en kinesträdsväxtart som beskrevs av Danguy & Choux. Allophylus macrocarpus ingår i släktet Allophylus och familjen kinesträdsväxter. Inga underarter finns listade i Catalogue of Life.